# Данаила (Бакау)
Данаила (рум. Dănăila) насеље је у Румунији у округу Бакау у општини Ракитоаса. Oпштина се налази на надморској висини од 236 m.

## Становништво
Према подацима из 2002. године у насељу је живело 96 становника, од којих су сви румунске националности.